# 黃泥涌峽天橋
黃泥涌峽天橋（英語：Wong Nai Chung Gap Flyover）是香港1號幹線的一部份，為一條連接香港仔隧道跑馬地出口及堅拿道天橋南端的行車天橋，全線為4線雙程分隔道路，往往被視為堅拿道天橋的自然延伸部份。需要留意的是，黃泥涌峽天橋雖然以「黃泥涌峽」來命名，但事實上與黃泥涌峽或黃泥涌峽道均有一段頗遠的距離。
堅拿道天橋於落成之初只是位於堅拿道之上。為了配合香港仔隧道的通車，堅拿道天橋沿摩理臣山道及黃泥涌道於1976年動工延長至香港仔隧道跑馬地出口。這段天橋就是黃泥涌峽天橋，與香港仔隧道同步啟用，而黃泥涌道一段橋底設有電車路軌。

## 途經著名地點
- 香港賽馬會總部大樓
- 香港賽馬博物館
- 跑馬地馬場
- 香港墳場
- 跑馬地天主教聖彌額爾墳場
- 伊利沙伯體育館
- 香港灣仔帝盛酒店 (前新華社香港分社大樓)

| 论 编 | 香港1號幹線 |  |
| |             |  |
| 黃竹坑道 – 香港仔隧道 – 黃泥涌峽天橋 – 堅拿道天橋 – 海底隧道 – 康莊道 – 公主道 – 窩打老道 – 獅子山隧道公路（包括獅子山隧道及第二獅子山隧道） – 沙田路 – 大埔公路－沙田段 |             |  |
| |             |  |